# توم همبرغر
توم همبرغر (بالإنجليزية: Tom Hamburger)‏ هو صحفي أمريكي، ولد في 1953.